# Grand Prix automobile de Grande-Bretagne 2007
GP précédent GP suivant
Le Grand Prix automobile de Grande-Bretagne 2007 (2007 Formula 1 Santander British Grand Prix), disputé sur le circuit de Silverstone le 8 juillet 2007, est la 777e épreuve du championnat du monde de Formule 1 courue depuis 1950 et la neuvième manche du championnat 2007.

## Essais libres

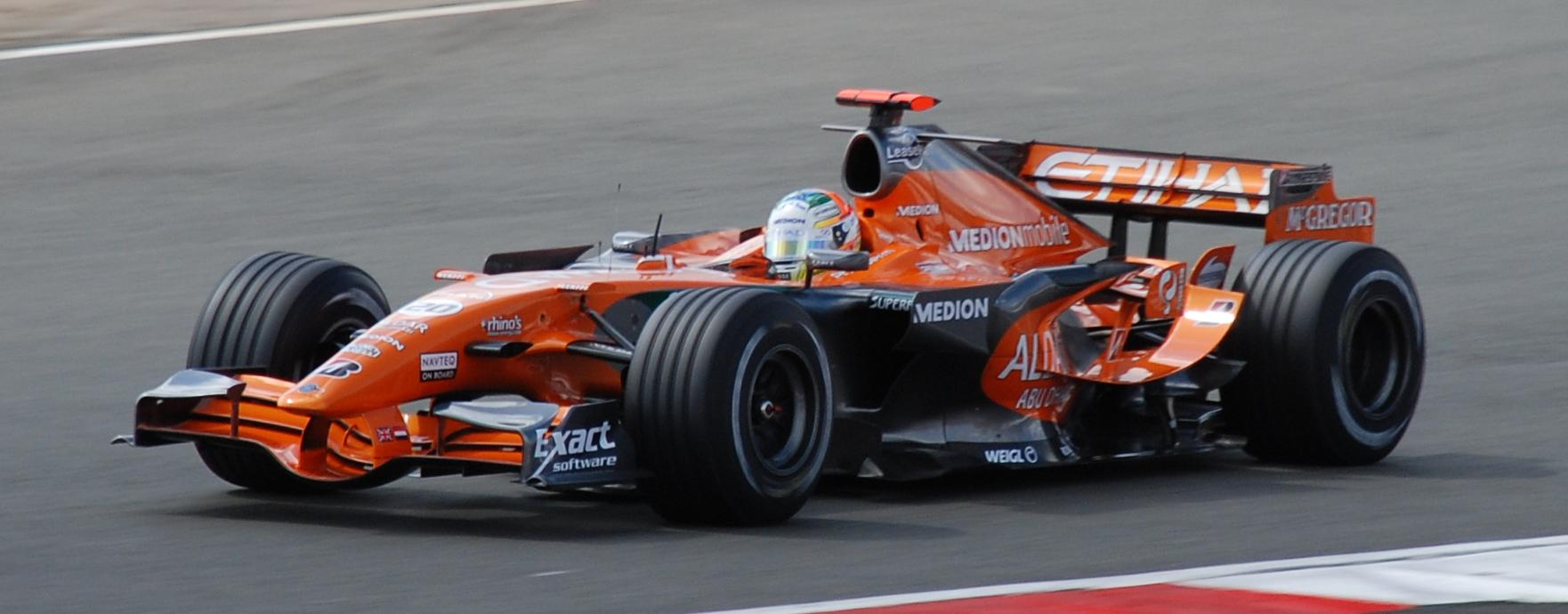
Adrian Sutil sur Spyker au Grand Prix de Grande-Bretagne 2007

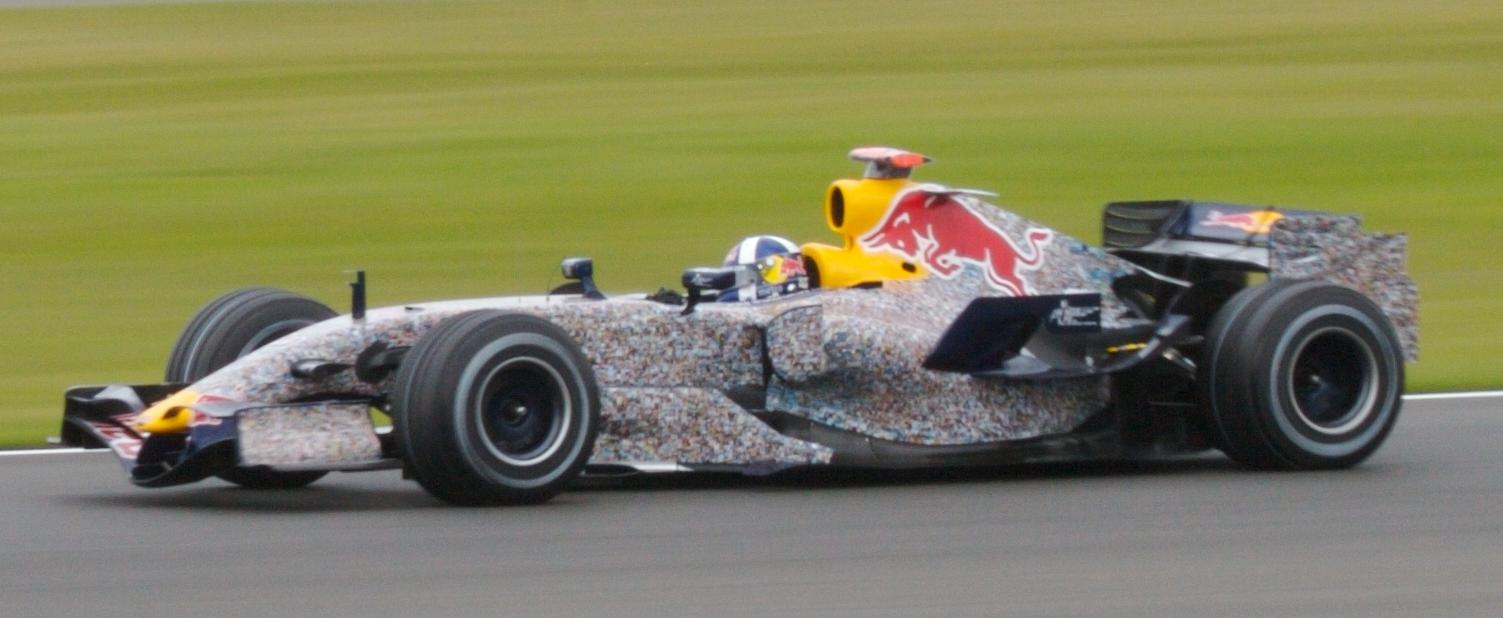
David Coulthard sur Red Bull RB3 en livrée spéciale

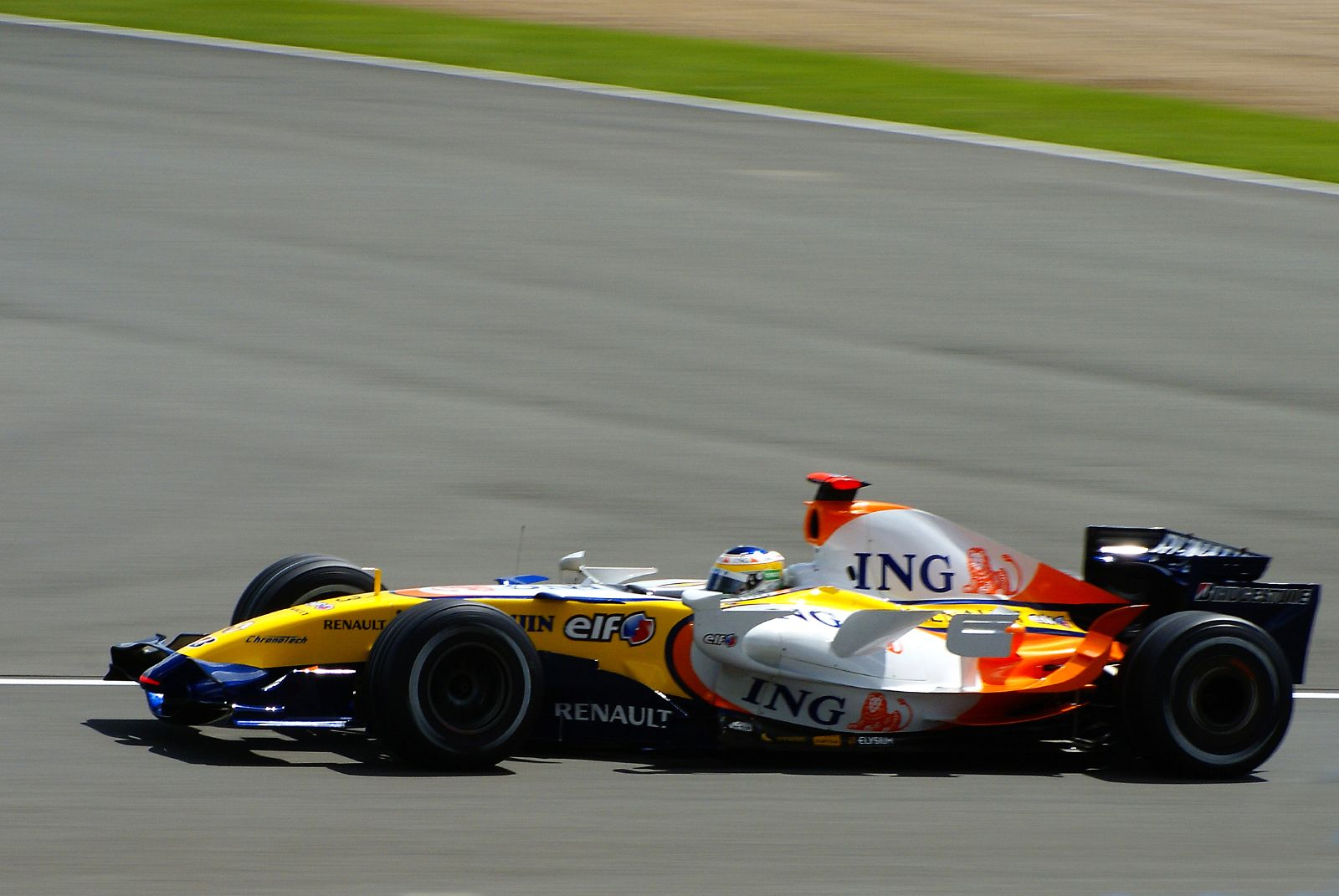
Giancarlo Fisichella sur Renault au Grand Prix de Grande-Bretagne 2007

### Vendredi matin
| Pos. | Pilote          | Voiture          | Chrono         | Écart     |
| ---- | --------------- | ---------------- | -------------- | --------- |
| 1    | Lewis Hamilton  | McLaren-Mercedes | 1 min 21 s 100 |           |
| 2    | Kimi Räikkönen  | Ferrari          | 1 min 21 s 211 | + 0 s 111 |
| 3    | Felipe Massa    | Ferrari          | 1 min 21 s 285 | + 0 s 185 |
| 4    | Fernando Alonso | McLaren-Mercedes | 1 min 21 s 675 | + 0 s 575 |
| 5    | Nico Rosberg    | Williams-Toyota  | 1 min 22 s 006 | + 0 s 906 |
| 6    | Robert Kubica   | BMW Sauber       | 1 min 22 s 107 | + 1 s 007 |

- La première session d'essais libres du vendredi matin a donné lieu à plusieurs têtes-à-queues de la plupart des participants à cause d'une piste huileuse.

### Vendredi après-midi
| Pos. | Pilote          | Voiture          | Chrono         | Écart     |
| ---- | --------------- | ---------------- | -------------- | --------- |
| 1    | Kimi Räikkönen  | Ferrari          | 1 min 20 s 639 |           |
| 2    | Felipe Massa    | Ferrari          | 1 min 21 s 138 | + 0 s 499 |
| 3    | Ralf Schumacher | Toyota           | 1 min 21 s 381 | + 0 s 742 |
| 3    | Lewis Hamilton  | McLaren-Mercedes | 1 min 21 s 381 | + 0 s 742 |
| 5    | Jarno Trulli    | Toyota           | 1 min 21 s 467 | + 0 s 828 |
| 6    | Fernando Alonso | McLaren-Mercedes | 1 min 21 s 616 | + 0 s 977 |

- Jenson Button se ressentant encore de sa légère blessure au dos consécutive à son accident survenu lors du premier virage du Grand Prix des États-Unis a été remplacé par Christian Klien durant les essais du vendredi après-midi[3].

### Samedi matin
| Pos. | Pilote          | Voiture          | Chrono         | Écart     |
| ---- | --------------- | ---------------- | -------------- | --------- |
| 1    | Kimi Räikkönen  | Ferrari          | 1 min 19 s 751 |           |
| 2    | Fernando Alonso | McLaren-Mercedes | 1 min 19 s 920 | + 0 s 169 |
| 3    | Felipe Massa    | Ferrari          | 1 min 19 s 969 | + 0 s 218 |
| 4    | Lewis Hamilton  | McLaren-Mercedes | 1 min 20 s 344 | + 0 s 593 |
| 5    | Nico Rosberg    | Williams-Toyota  | 1 min 20 s 666 | + 0 s 915 |
| 6    | Ralf Schumacher | Toyota           | 1 min 20 s 770 | + 1 s 019 |

## Grille de départ

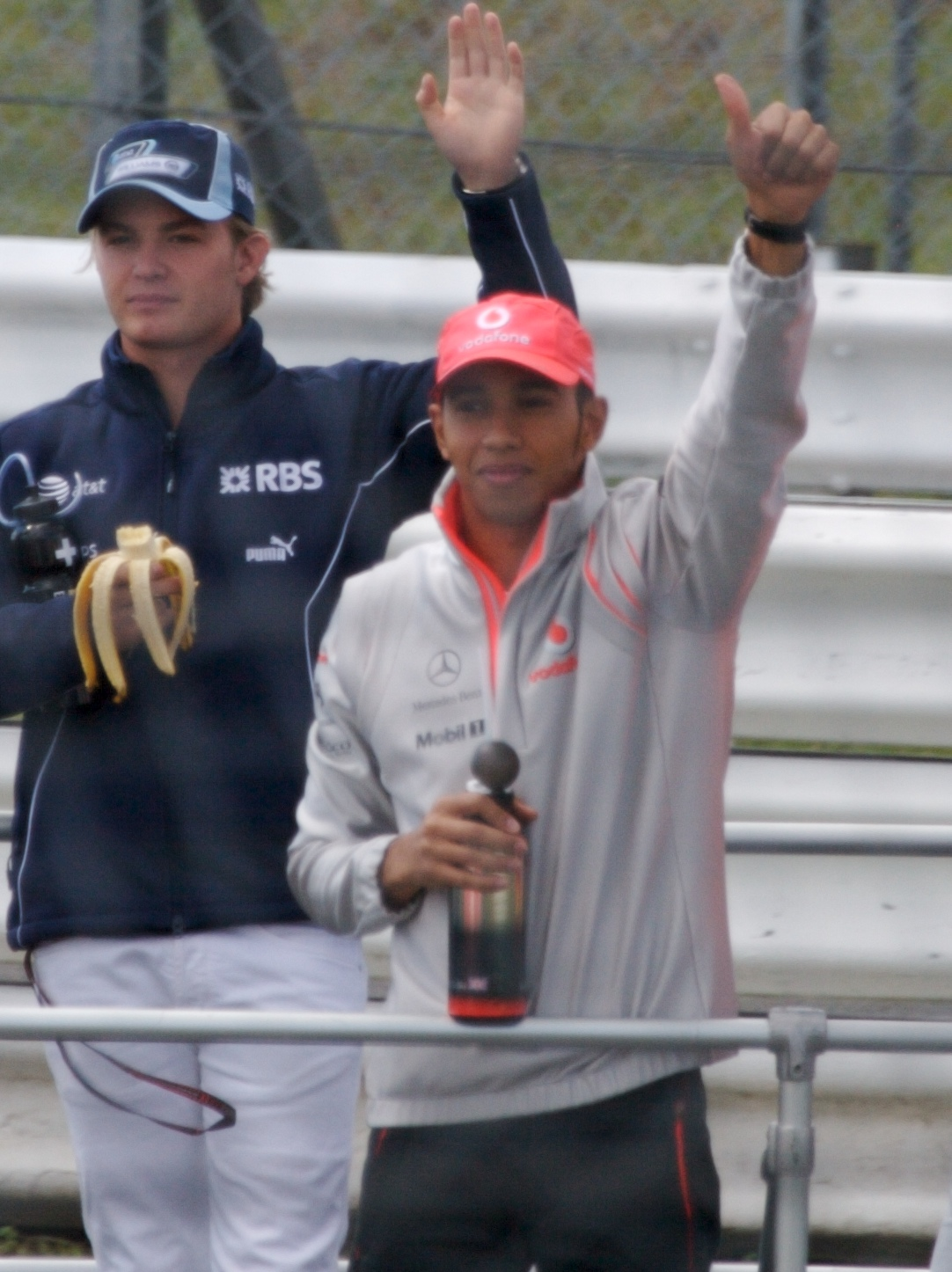
Lewis Hamilton et Nico Rosberg lors de la parade

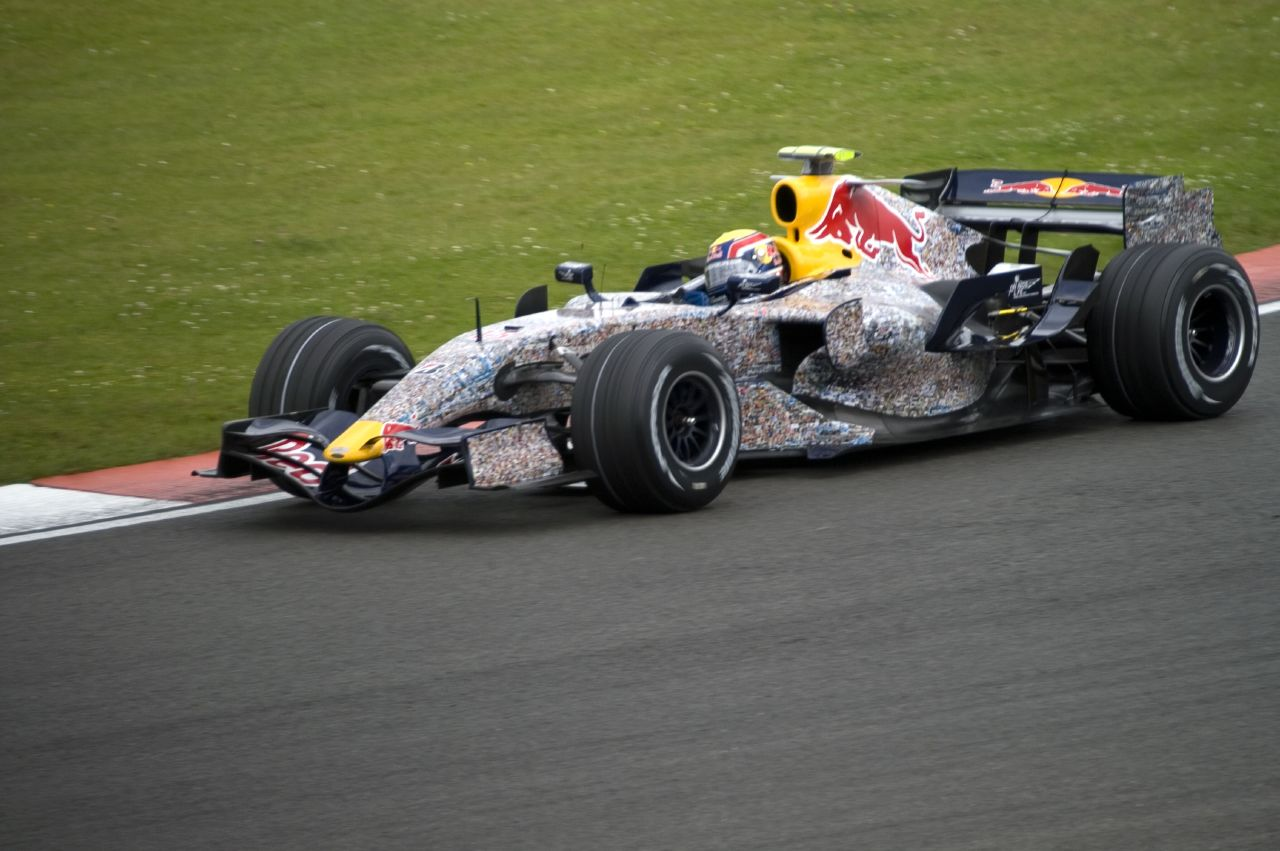
La Red Bull RB3 de Mark Webber

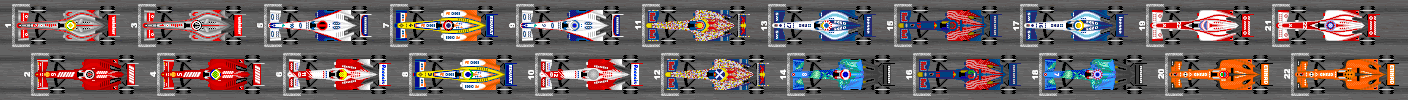
La grille de départ du Grand Prix

| Pos. | Pilote               | Écurie             | Qualifications 1 | Qualifications 2 | Qualifications 3 |
| ---- | -------------------- | ------------------ | ---------------- | ---------------- | ---------------- |
| 1    | Lewis Hamilton       | McLaren-Mercedes   | 1 min 19 s 985   | 1 min 19 s 400   | 1 min 19 s 997   |
| 2    | Kimi Räikkönen       | Ferrari            | 1 min 19 s 753   | 1 min 19 s 252   | 1 min 20 s 099   |
| 3    | Fernando Alonso      | McLaren-Mercedes   | 1 min 19 s 330   | 1 min 19 s 152   | 1 min 20 s 147   |
| 4    | Felipe Massa         | Ferrari            | 1 min 19 s 790   | 1 min 19 s 421   | 1 min 20 s 265   |
| 5    | Robert Kubica        | BMW Sauber         | 1 min 20 s 294   | 1 min 20 s 054   | 1 min 20 s 401   |
| 6    | Ralf Schumacher      | Toyota             | 1 min 20 s 513   | 1 min 19 s 860   | 1 min 20 s 516   |
| 7    | Heikki Kovalainen    | Renault            | 1 min 20 s 570   | 1 min 20 s 077   | 1 min 20 s 721   |
| 8    | Giancarlo Fisichella | Renault            | 1 min 20 s 842   | 1 min 20 s 042   | 1 min 20 s 775   |
| 9    | Nick Heidfeld        | BMW Sauber         | 1 min 20 s 534   | 1 min 20 s 178   | 1 min 20 s 894   |
| 10   | Jarno Trulli         | Toyota             | 1 min 21 s 150   | 1 min 20 s 133   | 1 min 21 s 240   |
| 11   | Mark Webber          | Red Bull-Renault   | 1 min 20 s 583   | 1 min 20 s 235   |                  |
| 12   | David Coulthard      | Red Bull-Renault   | 1 min 21 s 154   | 1 min 20 s 329   |                  |
| 13   | Alexander Wurz       | Williams-Toyota    | 1 min 20 s 830   | 1 min 20 s 350   |                  |
| 14   | Rubens Barrichello   | Honda              | 1 min 21 s 169   | 1 min 20 s 364   |                  |
| 15   | Scott Speed          | Toro Rosso-Ferrari | 1 min 20 s 834   | 1 min 20 s 515   |                  |
| 16   | Vitantonio Liuzzi    | Toro Rosso-Ferrari | 1 min 21 s 160   | 1 min 20 s 823   |                  |
| 17   | Nico Rosberg         | Williams-Toyota    | 1 min 21 s 219   |                  |                  |
| 18   | Jenson Button        | Honda              | 1 min 21 s 335   |                  |                  |
| 19   | Anthony Davidson     | Super Aguri-Honda  | 1 min 21 s 448   |                  |                  |
| 20   | Adrian Sutil         | Spyker-Ferrari     | 1 min 22 s 019   |                  |                  |
| 21   | Takuma Satō          | Super Aguri-Honda  | 1 min 22 s 045   |                  |                  |
| 22   | Christijan Albers    | Spyker-Ferrari     | 1 min 22 s 589   |                  |                  |

## Course

### Classement de la course
| Pos. | no | Pilote               | Écurie             | Tours | Temps/Abandon                                  | Grille | Points |
| ---- | -- | -------------------- | ------------------ | ----- | ---------------------------------------------- | ------ | ------ |
| 1    | 6  | Kimi Räikkönen       | Ferrari            | 59    | 1 h 21 min 43 s 074 (222,630 km/h)             | 2      | 10     |
| 2    | 1  | Fernando Alonso      | McLaren-Mercedes   | 59    | +2 s 459                                       | 3      | 8      |
| 3    | 2  | Lewis Hamilton       | McLaren-Mercedes   | 59    | +39 s 373                                      | 1      | 6      |
| 4    | 10 | Robert Kubica        | BMW Sauber         | 59    | +53 s 319                                      | 5      | 5      |
| 5    | 5  | Felipe Massa         | Ferrari            | 59    | +54 s 063                                      | 4      | 4      |
| 6    | 9  | Nick Heidfeld        | BMW Sauber         | 59    | +56 s 336                                      | 9      | 3      |
| 7    | 4  | Heikki Kovalainen    | Renault            | 58    | +1 tour                                        | 7      | 2      |
| 8    | 3  | Giancarlo Fisichella | Renault            | 58    | +1 tour                                        | 8      | 1      |
| 9    | 8  | Rubens Barrichello   | Honda              | 58    | +1 tour                                        | 14     |        |
| 10   | 7  | Jenson Button        | Honda              | 58    | +1 tour                                        | 18     |        |
| 11   | 14 | David Coulthard      | Red Bull-Renault   | 58    | +1 tour                                        | 12     |        |
| 12   | 16 | Nico Rosberg         | Williams-Toyota    | 58    | +1 tour                                        | 17     |        |
| 13   | 17 | Alexander Wurz       | Williams-Toyota    | 58    | +1 tour                                        | 13     |        |
| 14   | 22 | Takuma Satō          | Super Aguri-Honda  | 57    | +2 tours                                       | 21     |        |
| 15   | 21 | Christijan Albers    | Spyker-Ferrari     | 57    | +2 tours                                       | 22     |        |
| 16   | 18 | Vitantonio Liuzzi    | Toro Rosso-Ferrari | 53    | +6 tours                                       | 16     |        |
| Abd. | 12 | Jarno Trulli         | Toyota             | 43    | Pneumatique                                    | 10     |        |
| Abd. | 23 | Anthony Davidson     | Super Aguri-Honda  | 35    | Vibrations                                     | 19     |        |
| Abd. | 19 | Scott Speed          | Toro Rosso-Ferrari | 29    | Suspension (à la suite d'un contact avec Wurz) | 15     |        |
| Abd. | 11 | Ralf Schumacher      | Toyota             | 22    | Suspension                                     | 6      |        |
| Abd. | 20 | Adrian Sutil         | Spyker-Ferrari     | 16    | Moteur                                         | 20     |        |
| Abd. | 15 | Mark Webber          | Red Bull-Renault   | 8     | Panne hydraulique                              | 11     |        |

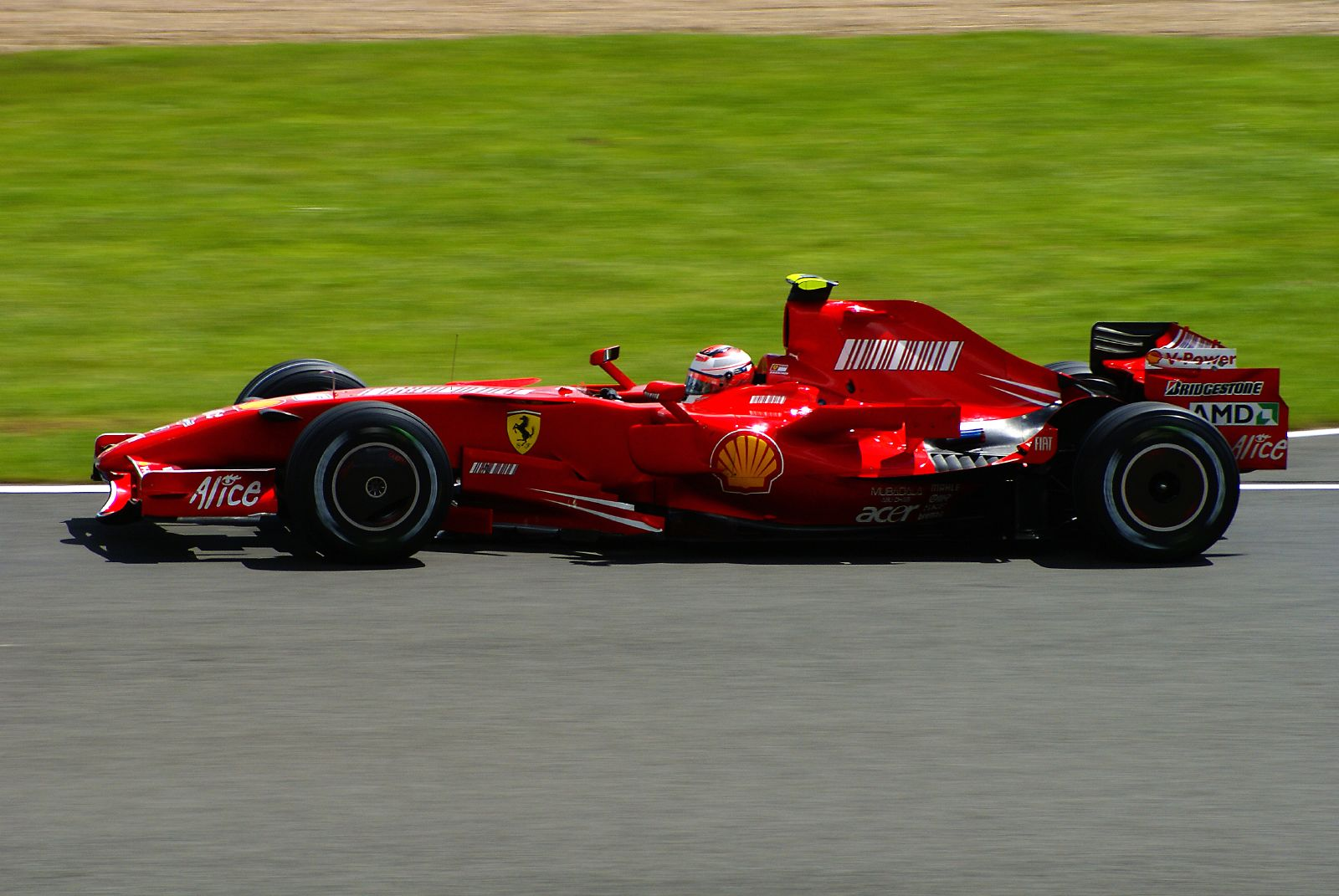
Räikkönen en route pour la victoire

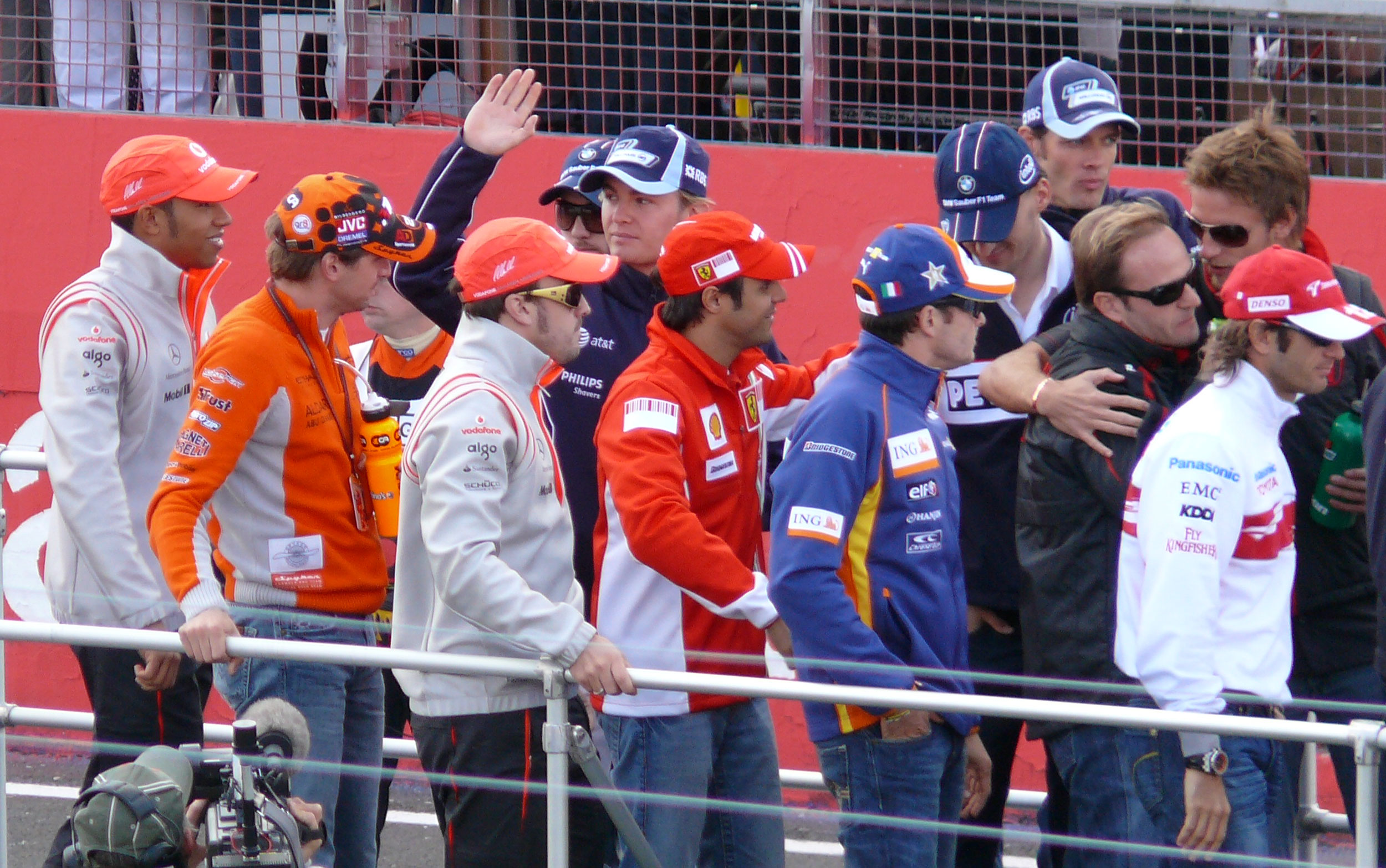
La parade des pilotes avant le Grand Prix

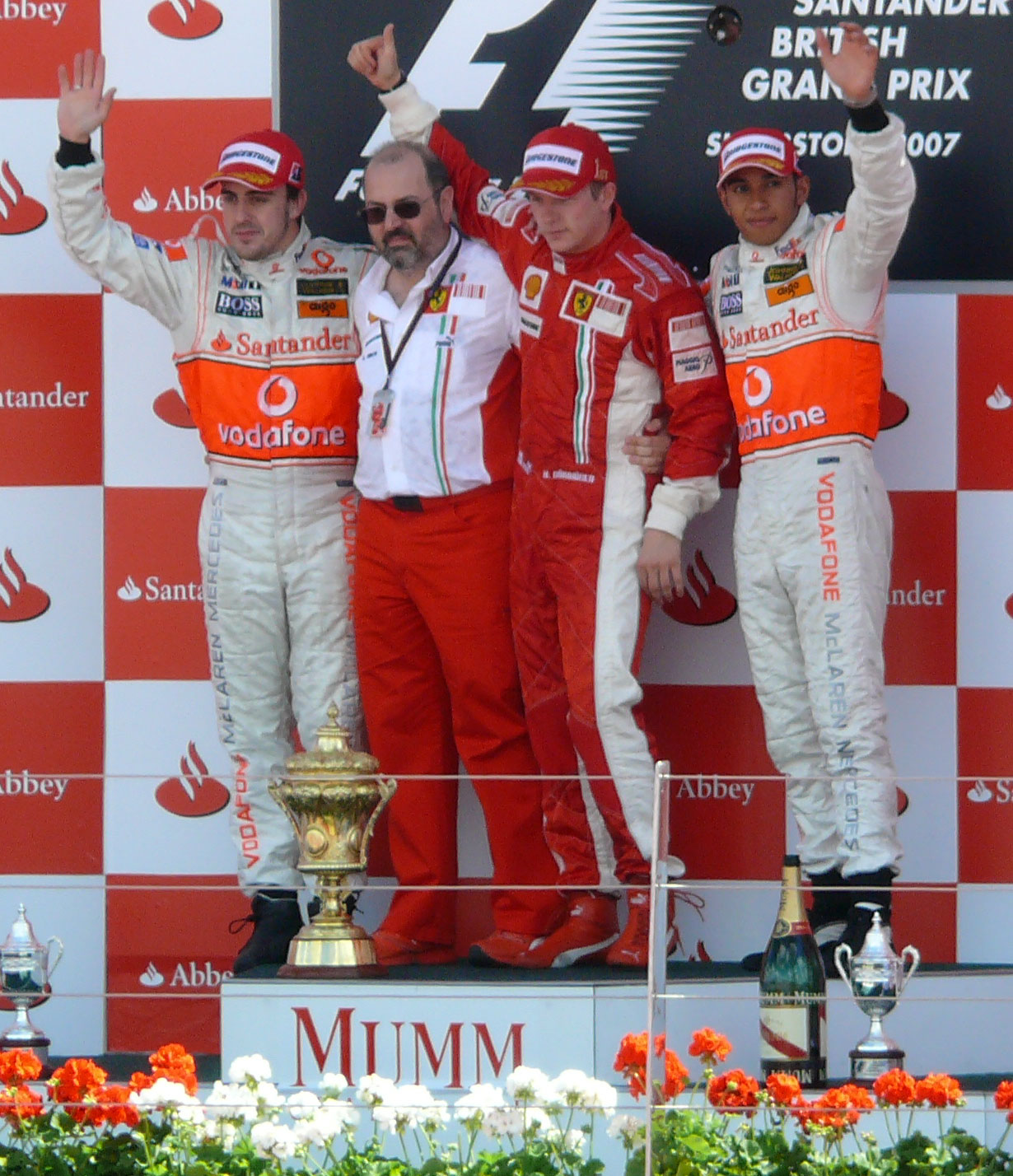
Le podium du Grand Prix

- Felipe Massa et Takuma Satō s'élancent depuis la voie des stands

### Pole position et record du tour
- Pole position :  Lewis Hamilton (McLaren-Mercedes) en 1 min 19 s 400 (vitesse moyenne : 231,354 km/h). Le meilleur temps des qualifications a quant à lui été établi par Alonso lors de la Q2 en 1 min 19 s 152[7].
- Meilleur tour en course :  Kimi Räikkönen (Ferrari) en 1 min 20 s 638 au 17e tour (vitesse moyenne : 229,515 km/h)[8].

### Tours en tête
- Lewis Hamilton (McLaren-Mercedes) : 15 tours (1-15) ;
- Kimi Räikkönen (Ferrari) : 24 tours (16-17 / 38-59) ;
- Fernando Alonso (McLaren-Mercedes) : 20 tours (18-37)[9].

## Classements généraux à l'issue de la course
| Pos. | Pilote               | Écurie            | Points |
| ---- | -------------------- | ----------------- | ------ |
| 1    | Lewis Hamilton       | McLaren-Mercedes  | 70     |
| 2    | Fernando Alonso      | McLaren-Mercedes  | 58     |
| 3    | Kimi Räikkönen       | Ferrari           | 52     |
| 4    | Felipe Massa         | Ferrari           | 51     |
| 5    | Nick Heidfeld        | BMW Sauber        | 33     |
| 6    | Robert Kubica        | BMW Sauber        | 22     |
| 7    | Giancarlo Fisichella | Renault           | 17     |
| 8    | Heikki Kovalainen    | Renault           | 14     |
| 9    | Alexander Wurz       | Williams-Toyota   | 8      |
| 10   | Jarno Trulli         | Toyota            | 7      |
| 11   | Nico Rosberg         | Williams-Toyota   | 5      |
| 12   | David Coulthard      | Red Bull-Renault  | 4      |
| 13   | Takuma Satō          | Super Aguri-Honda | 4      |
| 14   | Ralf Schumacher      | Toyota            | 2      |
| 15   | Mark Webber          | Red Bull-Renault  | 2      |
| 16   | Sebastian Vettel     | BMW Sauber        | 1      |
| 17   | Jenson Button        | Honda             | 1      |

| Pos. | Écurie            | Points |
| ---- | ----------------- | ------ |
| 1    | McLaren-Mercedes  | 128    |
| 2    | Ferrari           | 103    |
| 3    | BMW Sauber        | 56     |
| 4    | Renault           | 31     |
| 5    | Williams-Toyota   | 13     |
| 6    | Toyota            | 9      |
| 7    | Red Bull-Renault  | 6      |
| 8    | Super Aguri-Honda | 4      |
| 9    | Honda             | 1      |

À la suite de l'affaire d'espionnage, les points de l'écurie McLaren seront rétroactivement supprimés le 13 septembre 2007 par décision du Conseil Mondial de la FIA.

## Statistiques
Le Grand Prix de Grande-Bretagne 2007 représente :
- la 12e victoire pour Kimi Räikkönen[11] ;
- la 197e victoire pour Ferrari en tant que constructeur[12] ;
- la 197e victoire pour Ferrari en tant que motoriste[13].
- la 3e pole position pour Lewis Hamilton[14].

Au cours de ce Grand Prix :
- À l'issue du Grand Prix de Grande-Bretagne, Lewis Hamilton est le premier pilote de l'histoire de la Formule 1 à monter sur le podium lors de chacune de ses neuf premières courses.
- À l'issue du Grand Prix de Grande-Bretagne 2007, Lewis Hamilton et Fernando Alonso sont les seuls pilotes à avoir inscrit des points lors de chacune des épreuves.
- Felipe Massa, 4e sur la ligne, a calé son moteur lors de la procédure de départ. Il a donc dû s'élancer depuis la ligne des stands.
- Le hasard du calendrier fait que la 777e épreuve du championnat du monde de Formule 1 s'est déroulée le weekend du 07/07/07.